# Potwór na kampusie
Potwór na kampusie (ang. Monster on the Campus) – amerykański film grozy z 1958 roku.

## Opis fabuły
Młody profesor college'u bada okaz nowo odkrytej prehistorycznej ryby. Na skutek tragicznego wypadku zostaje skażony jej krwią, co przemienia go w bestię.

## Obsada
- Joanna Moore – Madeline Howard
- Helen Westcott – Molly Riordan
- Alexander Lockwood – Profesor Gilbert Howard
- Arthur Franz – Profesor Donald Blake
- Nancy Walters – Sylvia Lockwood
- Judson Pratt – Mike Stevens
- Whit Bissell – Dr Oliver Cole
- Richard H. Cutting – Tom Edwards
- Phil Harvey – Powell
- Ross Elliott – Eddie Daniels